# Nisipurile de Aur
Nisipurile de Aur (în bulgară Златни пясъци, Zlatni peasăți; în greacă Chryssi Ammos; în engleză Golden Sands) este o stațiune litorală de pe coasta Mării Negre din Bulgaria, lângă parcul național Varna (zonă protejată).
Situat la 17 km nord de centrul orașului Varna, este practic legat de oraș printr-o serie continuă de stațiuni și comunități rezidențiale. Aceasta este o destinație turistică populară, existând mulți vizitatori din România, Germania, Marea Britanie, Rusia, Țările Scandinave, Franța, Europa Centrală și de Est, din Golful Persic, Israel, și din alte țări, atrase de climatul favorabil, peisajul pitoresc și de prețurile rezonabile.

## Transport
Nisipurile de Aur sunt deservite de Aeroportul Internațional Varna și regulat de mai multe linii de autobuz de la Varna prin sistemul de transport public - autobuzele 9 și 109 sunt conectate la gara Varna, 209 este conectat la alte zone ale orașului, și 409 se conectează la aeroport prin centrul orașului.

## Istoric

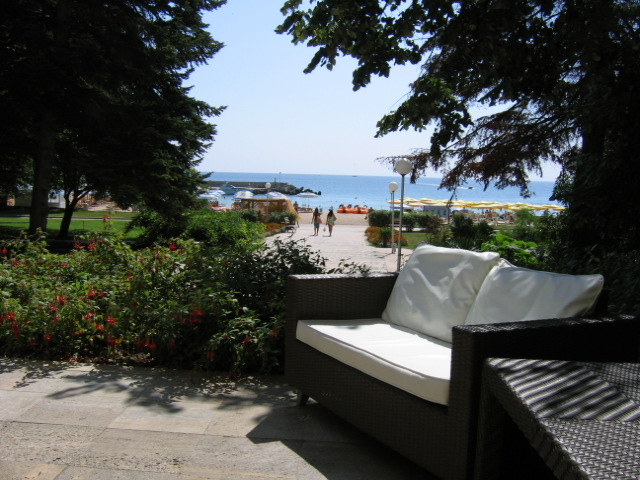
Plaja de la Holiday Club Riviera

În vechime între Odessos și Dionysopolis au fost mentionată pentru prima data de Pliniu drept casă miticilor pitici. Unele surse Bizantine vorbesc de cetatea Gerania; care a existat între secolele 4-7 d.Hr. rămânând astăzi doar niște bucăți masive de piatră și o bazilică de-a lungul marginii platoului. Mănăstirea ortodoxă Peștera Aladzha, la 3 km spre vest, a fost un centru monahal din antichitate prin intermediul celui de-al doilea Imperiu Bulgar. În timpul Imperiului Otoman, Uzunkum (Turcă: nisipurile timpului) a fost cunoscut ca un ascunziș pentru cei certați cu legea. Aceasta a fost în mare măsură, pustiu, până în anii 1950 când a fost transformat în stațiune litorală.

## Dezvoltarea
Dezvoltarea stațiunii a început în 1957 și, în circa două decenii, locul a fost transformat într-un modern complex de vacanță cu numeroase hoteluri (multe deschise pe tot parcursul anului), vile, clădiri cu apartamente, centre de spa, restaurante, cluburi, cazinouri, atracții, centre comerciale și sportive, inclusiv un iaht "Marina", o școală de echitație și un aquapark. Nisipurile de Aur a fost privatizată în anii 1990 și a atras investiții considerabile în anii 2000. Conceput inițial pentru 13000 paturi, a avut peste 30000 de paturi raportate în 2007; față de Varna numărul real de turiști a fost semnificativ mai mare , unele estimări spun chiar că se apropie de 90000. În prezent, cele mai multe hoteluri oferă sejururi all inclusive , dar există, de asemenea, eforturi concertate pentru a repoziționa stațiunea ca o destinație high-end.

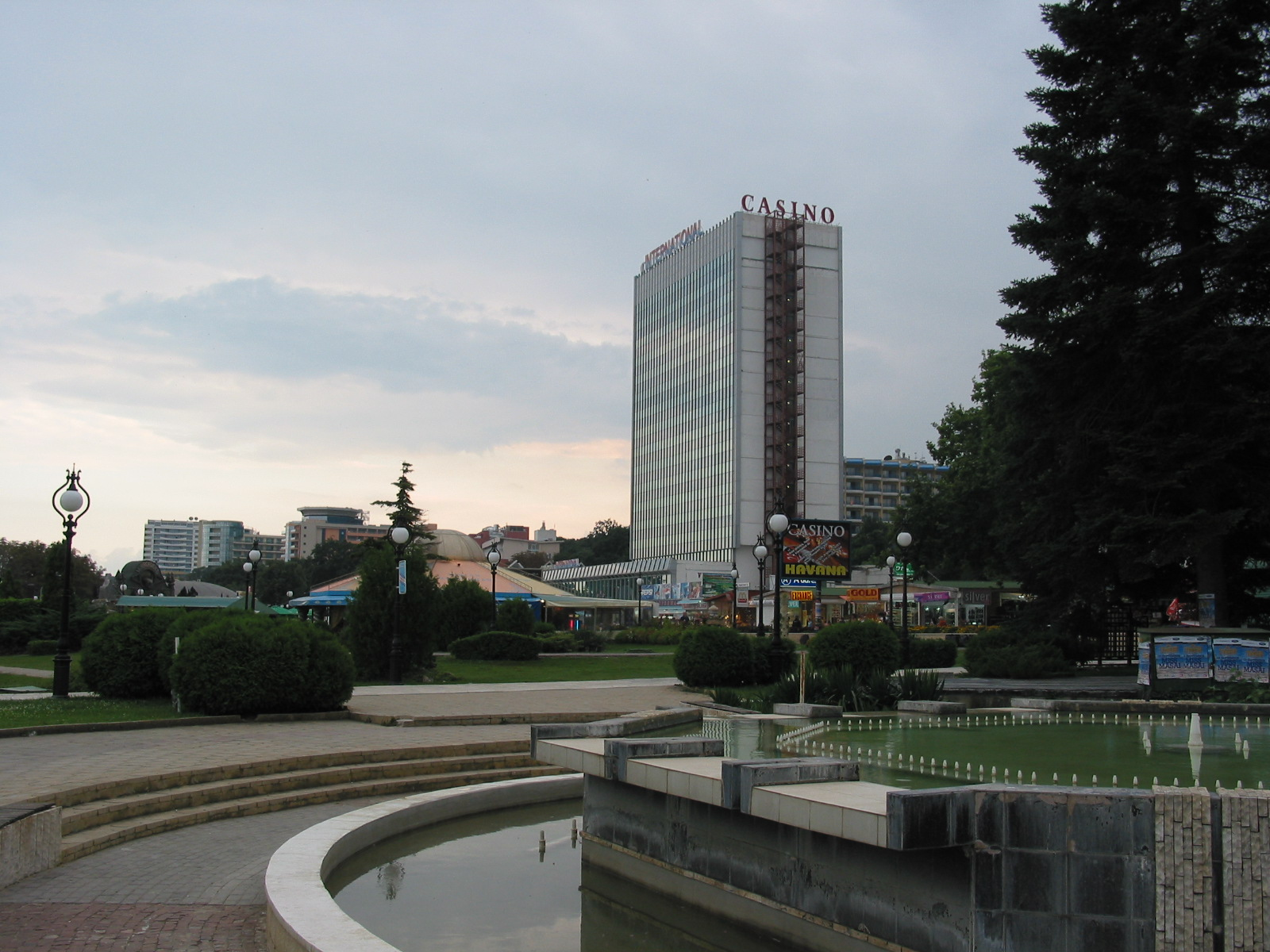
Hotelul Internațional

Zona este etichetată a avea cel mai pur nisip de cuarț de pe coastă și abundă în copaci bătrâni, grădini, malluri și zone pietonale. Autoritățile din Nisipurile de Aur se opun cererilor de a oferi drumuri și parcări suplimentare, stațiunea fiind renumită pentru numărul mare de familii care o frecventează, spațiile verzi și zonele pietonale.

## Numele
Numele stațiunii Nisipurile de Aur provine dintr-o veche legendă a locului care spune că în urmă cu foarte mulți ani, niște pirați au îngropat o mare comoară pe faleza Mării Negre la nord de orașul Varna, iar natura s-a răzbunat pe pirați, transformând aurul într-un nisip splendid.

## Atracții
Principalele atracții culturale și istorice sunt:
- Castelul din Balcic (fosta reședință a reginei Maria și grădina botanică),
- Muzeul Istoric,
- Biserica Sf. Nikola,
- Muzeul Etnografic (surprinde atmosfera intimă a satelor și a orașelor la sfârșitul sec XIX),
- Galeria de Artă din sudul orașului Dobrudza,
- Biserica Sf. Georgi,
- Biserica Sf. Petka,
- Biserica grecească Sf. Elena (folosită de asemenea și pentru concerte, în special operă),
- Teketo (monument religios de cult), etc.

## Climă
Stațiunea se bucură de un climat blând, climatul temperat continental. Temperaturile în sezonul estival oscilează între 27.0° C 18.0° C și sunt similare cu cele ale celebrelor stațiuni litorale din zona Mării Mediterane.
Temperatura medie a zilei în timpul verii este: în aer + 27° С, în apa de mare + 24° С. Vara este lungă și caldă, potrivită pentru plajă din mai până în octombrie. Schimbările de temperatură nu sunt drastice. 
Vremea primăvara devreme și toamna tîrzie este ideală pentru apă de mare și tratamente, precum și pentru congrese, conferințe și evenimente pe termen scurt precum sărbătorile.

## Marea și plaja
Plaja din stațiune este de 3,5 km lungime și de până la 100m lățime, fiind cunoscută ca una dintre cele mai bune plaje de nisip din Europa. Este plată, acoperită cu nisip fin și auriu. În mare există pante ușoare de nisip și nu există pietre. 
Apa este de obicei curată și liniștită, cu o salinitate mai mică decât cea din Mediterană, de exemplu, absența vieții marine periculoase vieții umane, și este ideală pentru scufundări și vacanțe cu copii.

## Cazare
Majoritatea hotelurilor oferă servicii All Inclusive sau Ultra All Inclusive în hoteluri între două și cinci stele. Hotelurile au fost privatizate unor mari concernuri turistice internaționale (în special din Germania, Franța și Turcia) și oferă servicii similare celor din marile stațiuni litorale din lume. În hotelurile de 3-5 stele vă puteți bucura de piscină, lobby, baruri, bar la piscină, internet, masaj etc.